# WTA-toernooi van Californië
Het WTA-toernooi van Californië is een voormalig tennistoernooi voor vrouwen dat tussen 1965 en 1988 onregelmatig plaatsvond in de Amerikaanse staat Californië. De officiële naam van het toernooi was overwegend California State Championships.
De WTA organiseerde het toernooi, dat laatstelijk in de categorie "Tier V" viel en werd gespeeld op hardcourt-banen.
Er werd door 32 deelneemsters per jaar gestreden om de titel in het enkelspel, en door 16 paren om de dubbelspeltitel. Aan het kwalificatietoernooi voor het enkelspel namen 32 speelsters deel, met vier plaatsen in het hoofdtoernooi te vergeven.

## Officiële namen
| 1965, 1967 | California State Championships                    |
| 1978–1982  | Avon Futures of (Northern) California/Bakersfield |
| 1983       | Ginny of Bakersfield                              |
| 1986       | North Face Open                                   |
| 1987       | California State Championships                    |
| 1988       | Northern California Open                          |

## Meervoudig winnaressen enkelspel
| speelster                              | aantal titels | in de jaren |
| -------------------------------------- | ------------- | ----------- |
| Billie Jean Moffitt / Billie Jean King | 2             | 1965, 1967  |

## Finales

### Enkelspel
| Datum      | Naam                                | Cat.          | ($)           | Ondergrond        | Winnares            | Verliezend finaliste | Uitslag       |
| ---------- | ----------------------------------- | ------------- | ------------- | ----------------- | ------------------- | -------------------- | ------------- |
| 1965-05-17 | California State Championships      |               |               | hardcourt, buiten | Billie Jean Moffitt | Rosie Casals         | 6-2, 8-6      |
| 1966       | geen toernooi                       | geen toernooi | geen toernooi | geen toernooi     | geen toernooi       | geen toernooi        | geen toernooi |
| 1967-05-01 | California State Championships      |               |               | hardcourt, buiten | Billie Jean King    | Rosie Casals         | 6-1, 6-3      |
| 1968–1977  | geen toernooi                       | geen toernooi | geen toernooi | geen toernooi     | geen toernooi       | geen toernooi        | geen toernooi |
| 1978-01-09 | Avon Futures of Northern California |               | 20.000        | hardcourt, buiten | Mareen Louie        | Ruta Gerulaitis      | 7-6, 6-2      |
| 1979       | geen toernooi                       | geen toernooi | geen toernooi | geen toernooi     | geen toernooi       | geen toernooi        | geen toernooi |
| 1980-01-07 | Avon Futures of Bakersfield         |               | 25.000        | hardcourt, buiten | Lucia Romanov       | Stacy Margolin       | 6-4, 6-1      |
| 1981-03-09 | Avon Futures of Bakersfield         |               | 30.000        | hardcourt, buiten | Pam Casale          | Barbara Hallquist    | 6-4, 6-3      |
| 1982-02-08 | Avon Futures of California          |               | 40.000        | hardcourt, buiten | Sabina Simmonds     | Lea Antonoplis       | 6-2, 6-1      |
| 1983-09-26 | Ginny of Bakersfield                |               | 50.000        | hardcourt, buiten | Jennifer Mundel     | Julie Harrington     | 6-4, 6-1      |
| 1984–1985  | geen toernooi                       | geen toernooi | geen toernooi | geen toernooi     | geen toernooi       | geen toernooi        | geen toernooi |
| 1986-07-21 | North Face Open                     |               | 50.000        | hardcourt, buiten | Melissa Gurney      | Barbara Gerken       | 6-1, 6-3      |
| 1987-07-27 | California State Championships      | Tier V        | 50.000        | hardcourt, buiten | Elly Hakami         | Melissa Gurney       | 6-3, 6-4      |
| 1988-07-25 | Northern California Open            | Tier V        | 50.000        | hardcourt, buiten | Sara Gomer          | Robin White          | 6-4, 7-5      |

### Dubbelspel
| Datum      | Naam                                | Cat.          | ($)           | Ondergrond        | Winnaressen                        | Verliezend finalistes            | Uitslag       |
| ---------- | ----------------------------------- | ------------- | ------------- | ----------------- | ---------------------------------- | -------------------------------- | ------------- |
| 1965-05-17 | California State Championships      |               |               | hardcourt, buiten | Rosie Casals Cecilia Martinez      | Kathleen Harter Sue Shrader      | 6-4, 1-6, 6-4 |
| 1966–1977  | geen toernooi                       | geen toernooi | geen toernooi | geen toernooi     | geen toernooi                      | geen toernooi                    | geen toernooi |
| 1978-01-09 | Avon Futures of Northern California |               | 20.000        | hardcourt, buiten | Carrie Meyer Sharon Walsh          | Ann Kiyomura Valerie Ziegenfuss  | 7-6, 6-2      |
| 1979       | geen toernooi                       | geen toernooi | geen toernooi | geen toernooi     | geen toernooi                      | geen toernooi                    | geen toernooi |
| 1980-01-07 | Avon Futures of Bakersfield         |               | 25.000        | hardcourt, buiten |                                    |                                  | regen         |
| 1981-03-09 | Avon Futures of Bakersfield         |               | 30.000        | hardcourt, buiten | Sherry Acker Paula Smith           | Diane Desfor Barbara Hallquist   | 6-2, 6-0      |
| 1982-02-08 | Avon Futures of California          |               | 40.000        | hardcourt, buiten | Cláudia Monteiro Catherine Tanvier | Diane Desfor Barbara Hallquist   | 7-6, 2-6, 6-3 |
| 1983-09-26 | Ginny of Bakersfield                |               | 50.000        | hardcourt, buiten | Kylie Copeland Lori McNeil         | Ann Henricksson Patricia Medrado | 6-4, 6-3      |
| 1984–1985  | geen toernooi                       | geen toernooi | geen toernooi | geen toernooi     | geen toernooi                      | geen toernooi                    | geen toernooi |
| 1986-07-21 | North Face Open                     |               | 50.000        | hardcourt, buiten | Beth Herr Alycia Moulton           | Amy Holton Elna Reinach          | 6-1, 6-2      |
| 1987-07-27 | California State Championships      | Tier V        | 50.000        | hardcourt, buiten | Kathy Jordan Robin White           | Lea Antonoplis Barbara Gerken    | 6-1, 6-0      |
| 1988-07-25 | Northern California Open            | Tier V        | 50.000        | hardcourt, buiten | Lise Gregory Ronni Reis            | Patty Fendick Jill Hetherington  | 6-3, 6-4      |

ITF-toernooien (mannen en vrouwen)

ATP-toernooien (mannen) – ATP-seizoen 2025

WTA-toernooien (vrouwen) – WTA-seizoen 2025

Voormalige toernooien mannen
Voormalige toernooien vrouwen
Voormalige amateurtoernooien